# Diagrama de seqüència
El diagrama de seqüència (de l'anglès sequence diagram) és un diagrama d'interacció UML
que mostra la interacció dels objectes d'un sistema disposats en una seqüència de temps. La seva funció principal és mostrar com 
els objectes d'un sistema (o escenari) s'intercanvien missatges amb la 
intenció de complir un objectiu concret. Els diagrames de seqüència a vegades reben el nom de diagrama d'esdeveniments o diagrama d'escenaris.

## Estructura

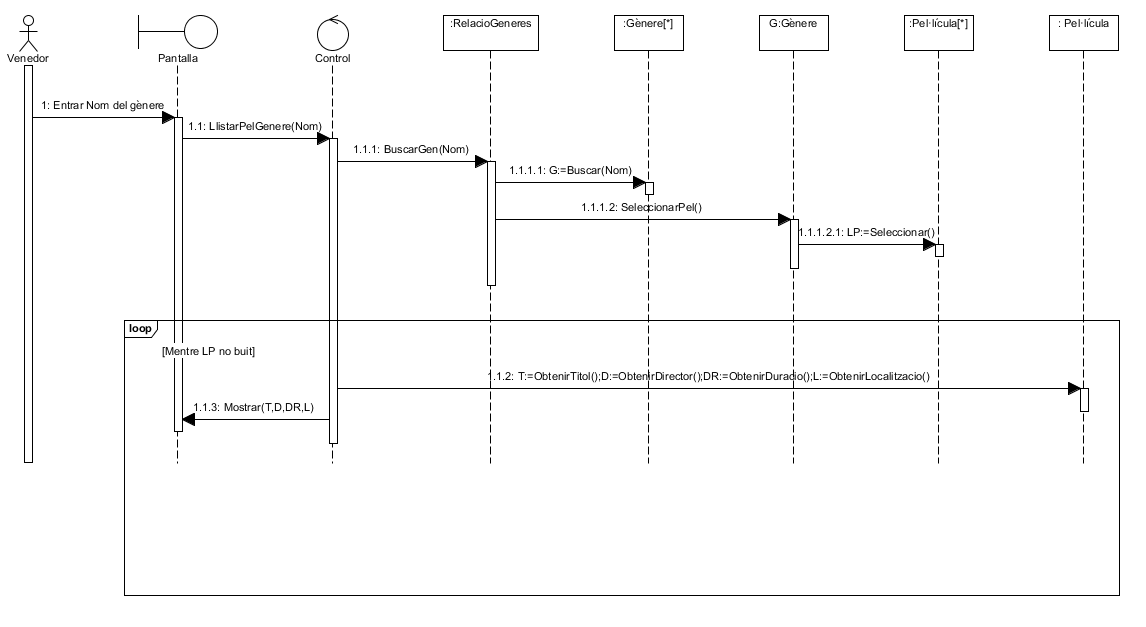

El diagrama de seqüència mostra els diferents objectes i actors que participen en l'escenari en la part superior del diagrama, amb la seva línia de vida vertical sortint de cada objecte o actor. El temps d'execució de l'escenari es mostra cronològicament de dalt a baix: les interaccions comencen en la part superior del diagrama i acaben a la part inferior.

A partir de UML 2 és possible afegir un diagrama de seqüència a dins d'un altre amb una referència, fent possible la combinació i reutilització de seqüències simples per crear-ne de més complexes.

### Actor
En el Llenguatge de modelització unificat (UML), un actor especifica un rol exercit per una entitat que interactua amb el subjecte. A la imatge de l'esquerra l'actor és la figura situada a l'esquerra i qui realitza la sol·licitud. Els actors poden representar usuaris humans, hardware extern (un servidor) o altres subjectes. L'actor no ha de representar necessàriament una entitat física específica, sinó que pot representar la faceta d'una entitat que sigui rellevant a l'especificació dels seus casos d'ús associats. Per tant, una entitat física pot representar el rol de diferents actors, i així mateix, un actor pot ser interpretat per diferents entitats.
No es permet l'associació entre actors a partir de UML 2, però sí que hi pot haver una relació de generalització o especialització.

### Pantalla
S'utilitza per modelar la interacció entre l'usuari i l'aplicació, es podria pensar en ella com el conjunt de formularis, finestres i menús que veu l'usuari a la pantalla. Se la representa amb la segona figura, començant per l'esquerra, de la imatge inclosa a l'apartat.

### Control
És la classe encarregada d'atendre la consulta realitzada per l'actor, coordinant el flux d'informació entre la resta de classes. Se la representa amb la tercera figura, començant per l'esquerra, de la imatge.

### Objectes o classes
Objectes i/o classes que interaccionen enviant-se missatges, també podem trobar contenidors d'objectes (o classes), que podem diferenciar dels primers gràcies a la notació utilitzada. Sent per als primers:A i pels segons:A[*] on A ve a ser el nom de l'element en qüestió. A la imatge són els requadres de la part superior.

### Línies de vida
De l'anglès lifelines, són línies verticals, paral·leles i discontinues que surten de cada objecte o
classe, representen el transcurs del
temps i gràcies a elles podem determinar quan s'executa una acció, que
involucra l'element del qual surten. D'aquestes en sorgeixen els missatges.

### Missatges
Els missatges, representats per fletxes horitzontals perpendiculars respecte a les línies de vida amb el nom del missatge escrit a sobre d'elles, s'utilitzen per representar les interaccions que es produeixen entre objectes, com una acció o crida de mètode. Les fletxes amb la punta tancada representen crides síncrones, les que tenen la punta oberta representen crides asíncrones, i les fletxes discontínues representen missatges de resposta. Si s'envia un missatge síncron, s'ha d'esperar fins que el missatge acabi per continuar, igual que quan es crida una subrutina. Si s'envia un missatge asíncron, es pot continuar sense esperar a la resposta com és el cas de les aplicacions multifil. En cas que la fletxa vagi a parar al mateix objecte del qual prové, s'anomena automissatge.

### Fragments combinats
De l'anglès combined fragments, són rectangles amb una etiqueta, que estenen la funcionalitat del diagrama amb funcions com ara un bucle, una alternativa, o la importació d'un altre diagrama.
| Etiqueta | Català             | Anglès            | Funció                                                           |
| -------- | ------------------ | ----------------- | ---------------------------------------------------------------- |
| alt      | Alternativa        | Alternative       | Modelar una estructura alternativa                               |
| assert   | Asserció           | Assertion         | Modelar una interacció indispensable                             |
| break    | Trencament         | Break             | Modelar un cas excepcional                                       |
| consider | Destacar           | Consider          | Modelar la prioritat d'un missatge important                     |
| critical | Secció crítica     | Critical Region   | Modelar seccions crítiques                                       |
| ignore   | Ignorar            | Ignore            | Modelar la prioritat d'un missatge por important o irrellevant   |
| loop     | Bucle              | Loop              | Modelar una estructura iterativa                                 |
| neg      | Negació            | Negative          | Modelar una interacció prohibida                                 |
| opt      | Regió opcional     | Option            | Modelar una part opcional de la interacció                       |
| par      | Regió paral·lela   | Parallel          | Modelar una part concurrent de la interacció                     |
| seq      | Seqüenciació dèbil | Weak Sequencing   | Modelar un procés dependent d'alguna línia de vida i/o objecte   |
| strict   | Seqüenciació forta | Strict Sequencing | Modelar un procés no dependent d'alguna línia de vida ni objecte |

## Utilitat
Un diagrama de seqüència mostra la interacció d'un conjunt d'objectes en una aplicació a través del temps i es modela per a cada cas d'ús. Mentre que el diagrama de casos d'ús permet el modelatge d'una vista comercial de l'escenari, el diagrama de seqüència conté detalls d'implementació de l'escenari, incloent-hi els objectes i les classes que s'usen per implementar l'escenari, i missatges intercanviats entre els objectes.
Típicament s'examina la descripció d'un cas d'ús per determinar quins objectes són necessaris per a la implementació de l'escenari. Si es disposa de la descripció de cada cas d'ús com una seqüència de diversos passos, llavors es pot "caminar sobre" aquests passos per descobrir quins objectes són necessaris perquè es puguin seguir els passos.
Un diagrama de seqüència mostra els objectes que intervenen en l'escenari amb línies discontínues verticals, i els missatges passats entre els objectes com a fletxes horitzontals.
Poden ser usats en dues formes
- D'instància: descriu un escenari específic (un escenari és una instància de l'execució d'un cas d'ús).
- Genèric: descriu la interacció per a un cas d'ús; Utilitza ramificacions ("Branches"), condicions i bucles.

## Relació amb el diagrama de comunicació

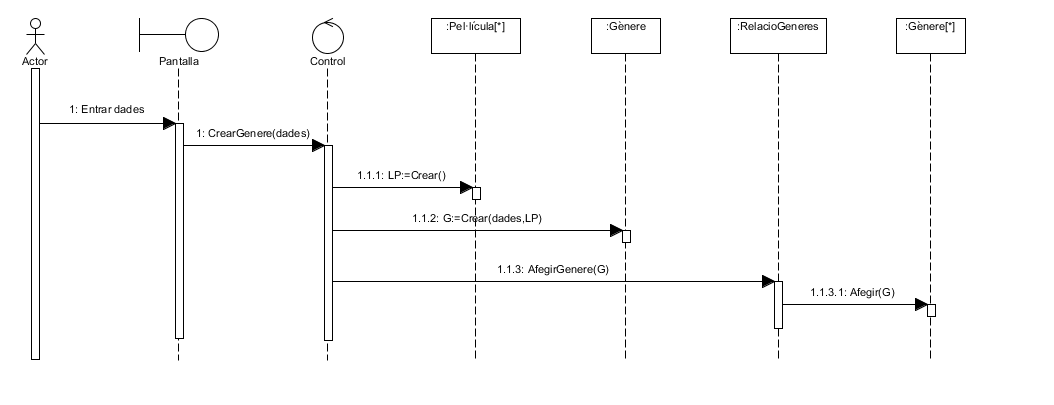

El diagrama de seqüència i el de comunicació són equivalents, gràcies a aquest fet podem construir el diagrama de comunicació a partir del diagrama de seqüència.
Principals característiques que té el diagrama de comunicació:
- No presenta línies de vida.

- Els missatges estan enumerats en l'ordre en què s'executen, cronològicament, per facilitar el control del que està passant.

- Una mateixa línia de missatge pot implicar el transcurs de més d'un missatge, que estaran col·locats sobre o sota d'aquesta línia.

- De la mateixa manera que no tots els diagrames de seqüència tenen un actor, aquests també poden prescindir-ne.

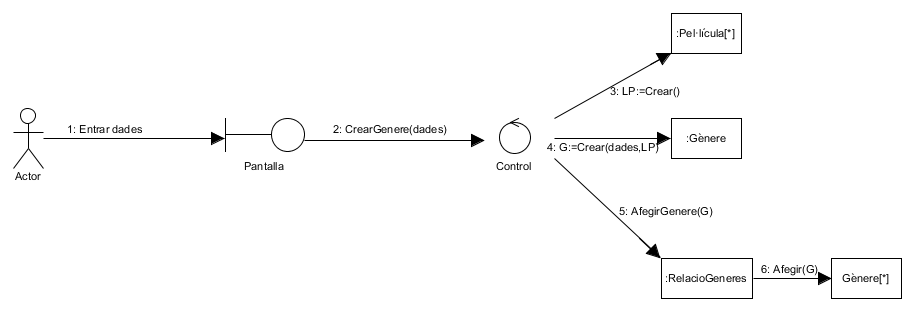

Tenint tot això en compte podem observar l'exemple següent, que ens ajudarà a entendre com és la relació.
A la dreta d'aquest apartat tenim dues imatges, la primera és un diagrama de seqüència de crear, basat en un escenari imaginari d'una botiga de lloguers de DVDs, on es crea un nou gènere de pel·lícules i s'afegeix a la relació de gèneres, que conté tots els gèneres de la botiga. La segona imatge representa el diagrama de comunicació equivalent al diagrama de seqüència anterior.
Com es pot veure les línies de vida han desaparegut, però és ben fàcil veure que són força semblants, el nombre d'elements i missatges és el mateix, els únics canvis els trobem a la numeració dels missatges, això es deu al programa amb el qual s'han realitzat els diagrames, segons el programa utilitzat podem veure que la numeració és igual a la del diagrama de seqüència o bé pren un estil més semblant al de l'exemple, on cada pas implica incrementar una unitat la numeració. Però si seguim els missatges, seguint la numeració, podem veure tant un com l'altre fan exactament el mateix, fins i tot amb el mateix ordre, a causa d'aquest fet que es diu que els diagrames de comunicació són equivalents als de seqüència i poden ser elaborats a partir d'aquests.